# Östra Idåsgölen
Östra Idåsgölen är en sjö i Högsby kommun i Småland och ingår i Emåns huvudavrinningsområde.